# سوئیت‌واتر (فلوریدا)
سوئیت‌واتر (به انگلیسی: Sweetwater) شهری در شهرستان میامی-دید ایالت فلوریدا است که در سال ۱۹۴۱ بنیان‌گذاری شده‌است. این شهر طبق سرشماری سال ۲۰۱۰ میلادی، ۱۳٬۵۷۵ نفر جمعیت داشته و مساحت آن نیز ۲٫۱ کیلومتر مربع است.